# Siras Pur
Siras Pur es una ciudad censal situada en el distrito de Delhi noroeste,  en el territorio de la capital nacional,  Delhi (India). Su población es de 30445 habitantes (2011). 

## Demografía
Según el censo de 2011 la población de Siras Pur era de 30445 habitantes, de los cuales 16708 eran hombres y 13737 eran mujeres. Siras Pur Bankner tiene una tasa media de alfabetización del 82,98%, inferior a la media estatal del 86,21%: la alfabetización masculina es del 89,51%, y la alfabetización femenina del 74,89%.